# Arctornis
Arctornis är ett släkte av fjärilar som beskrevs av Ernst Friedrich Germar 1810. Arctornis ingår i familjen tofsspinnare.

## Dottertaxa tillArctornis, i alfabetisk ordning[1][2]
- Arctornis adusta
- Arctornis alba
- Arctornis albescens
- Arctornis anser
- Arctornis anserella
- Arctornis arbor-christi
- Arctornis ardea
- Arctornis asahinai
- Arctornis asymmetricus
- Arctornis aureopalpatus
- Arctornis bicalcaratus
- Arctornis bilobuncus
- Arctornis bisetosus
- Arctornis brunnescens
- Arctornis byssina
- Arctornis calcariphallus
- Arctornis camurisquama
- Arctornis ceconimena
- Arctornis chichibense
- Arctornis chichibensis
- Arctornis clavigera
- Arctornis clavimicruncus
- Arctornis cloanges
- Arctornis comma
- Arctornis contrarcuatus
- Arctornis corrugata
- Arctornis cretosanaphtha
- Arctornis cretoserratus
- Arctornis crocophala
- Arctornis crocoptera
- Arctornis cygna
- Arctornis cygnopsis
- Arctornis cymbicornis
- Arctornis dialitha
- Arctornis diaphana
- Arctornis diaphora
- Arctornis diatreta
- Arctornis dinawa
- Arctornis discirufa
- Arctornis discolor
- Arctornis divisa
- Arctornis dorsalineatus
- Arctornis egens
- Arctornis egerina
- Arctornis ennomoides
- Arctornis erasmia
- Arctornis excavatus
- Arctornis faucium
- Arctornis fenestriculata
- Arctornis ferruginicosta
- Arctornis flaccida
- Arctornis flaminea
- Arctornis flavescens
- Arctornis flavicostatum
- Arctornis flora
- Arctornis florella
- Arctornis formosensis
- Arctornis galanthina
- Arctornis galene
- Arctornis gedea
- Arctornis gelasphora
- Arctornis geometrica
- Arctornis gigantea
- Arctornis graciliclava
- Arctornis gymnophleps
- Arctornis gymnoteca
- Arctornis hedleyi
- Arctornis hemilabda
- Arctornis heteroides
- Arctornis hipparia
- Arctornis intacta
- Arctornis isabella
- Arctornis keiana
- Arctornis kenya
- Arctornis keranganaphtha
- Arctornis kinabaluensis
- Arctornis kumatai
- Arctornis labi
- Arctornis lactea
- Arctornis lepta
- Arctornis lerwa
- Arctornis leucoscela
- Arctornis linguluncus
- Arctornis linteola
- Arctornis listrophora
- Arctornis l-nigrum
- Arctornis lumulosa
- Arctornis macrocera
- Arctornis magnaclava
- Arctornis mallephrika
- Arctornis malleuncus
- Arctornis marginalis
- Arctornis marginata
- Arctornis melanocraspis
- Arctornis melinau
- Arctornis meridionalis
- Arctornis micacea
- Arctornis minutissima
- Arctornis monobalia
- Arctornis montananaphtha
- Arctornis moorei
- Arctornis mulunaphtha
- Arctornis naphtha
- Arctornis nigricilia
- Arctornis nigrobustus
- Arctornis niphobola
- Arctornis nivosa
- Arctornis obrtusa
- Arctornis okurai
- Arctornis opalina
- Arctornis oranaphtha
- Arctornis ouria
- Arctornis palea
- Arctornis parvaclava
- Arctornis pellucida
- Arctornis pellucidoides
- Arctornis peninsularis
- Arctornis perfecta
- Arctornis phaedra
- Arctornis phaeocraspeda
- Arctornis phasmatodes
- Arctornis phrika
- Arctornis plumbacea
- Arctornis poecilonipha
- Arctornis prasioneura
- Arctornis primula
- Arctornis pseudungula
- Arctornis psola
- Arctornis pulverulenta
- Arctornis rhopica
- Arctornis riguata
- Arctornis rufimarginata
- Arctornis rugosacculus
- Arctornis rutila
- Arctornis salebrosa
- Arctornis salsa
- Arctornis satinata
- Arctornis sclerotuncus
- Arctornis secula
- Arctornis semihyalina
- Arctornis sericea
- Arctornis sikkima
- Arctornis silhetica
- Arctornis sinensis
- Arctornis singaporensis
- Arctornis sinuharpe
- Arctornis sparsa
- Arctornis stibiessa
- Arctornis subinanis
- Arctornis submarginata
- Arctornis subvitrea
- Arctornis suigensis
- Arctornis tafa
- Arctornis tortricoides
- Arctornis tossa
- Arctornis transiens
- Arctornis transparens
- Arctornis trasiana
- Arctornis tridcorniger
- Arctornis ungula
- Arctornis urapterides
- Arctornis ussurica
- Arctornis velutina
- Arctornis virgamicruncus
- Arctornis v-nigrum
- Arctornis xanthochila
- Arctornis xuthocraspeda

## Bildgalleri

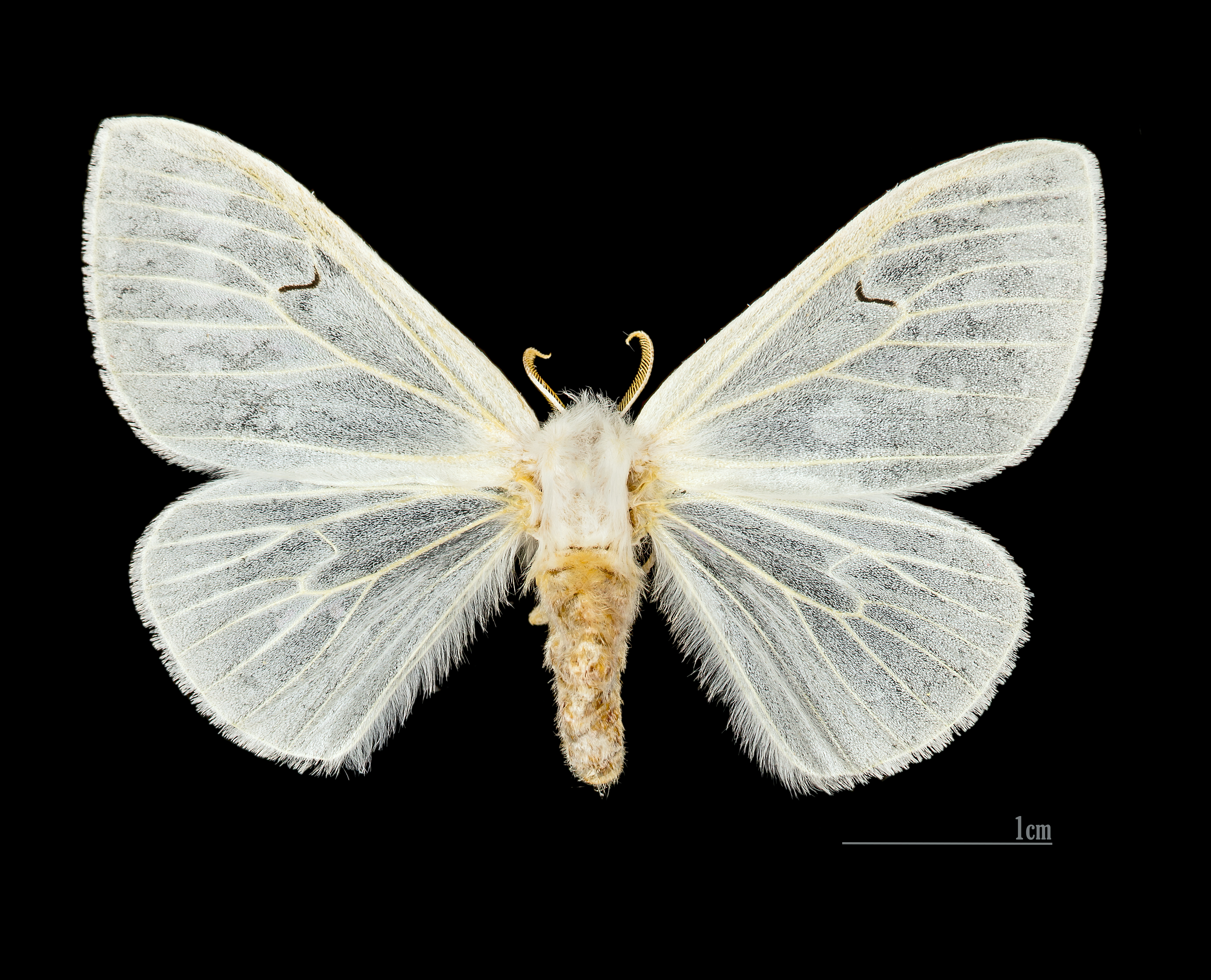
Arctornis l-nigrum
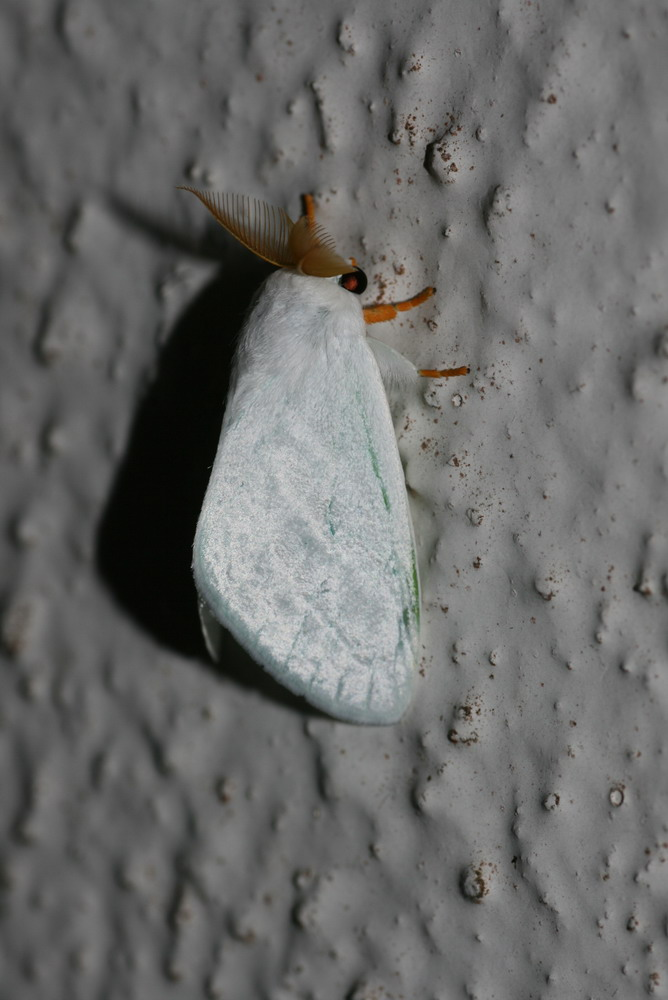
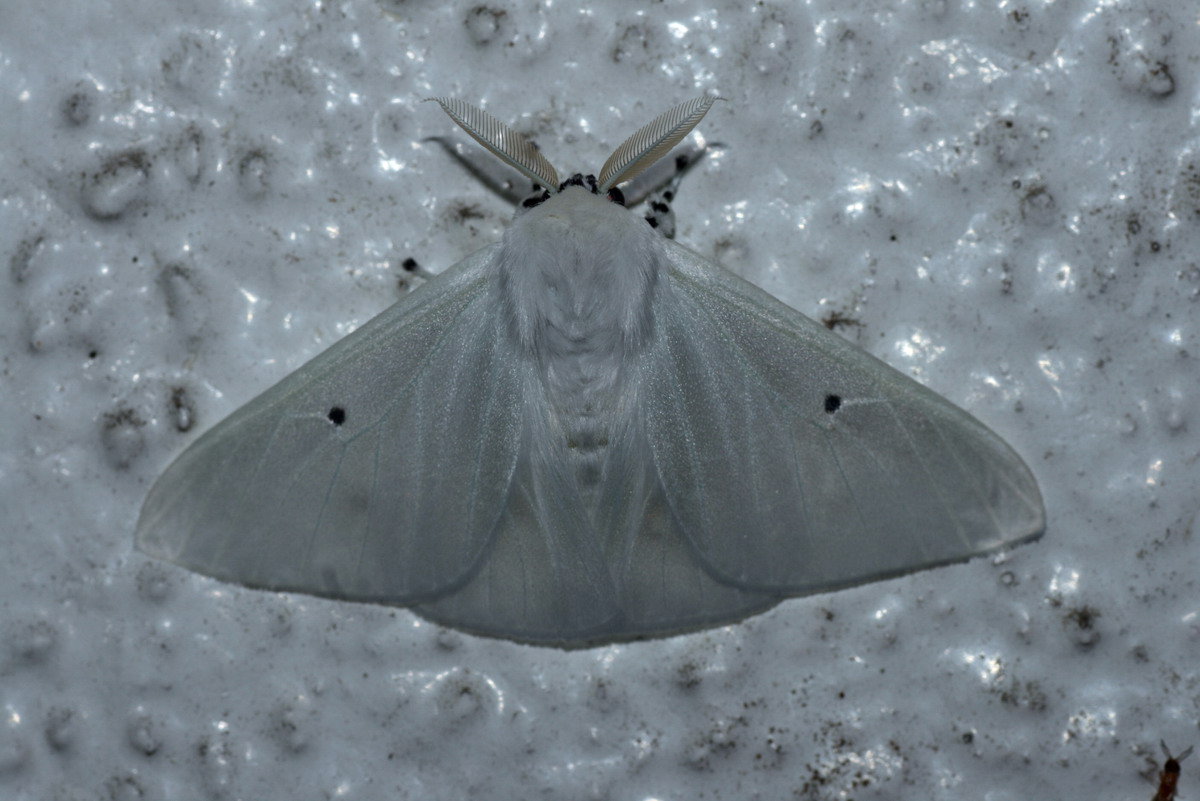
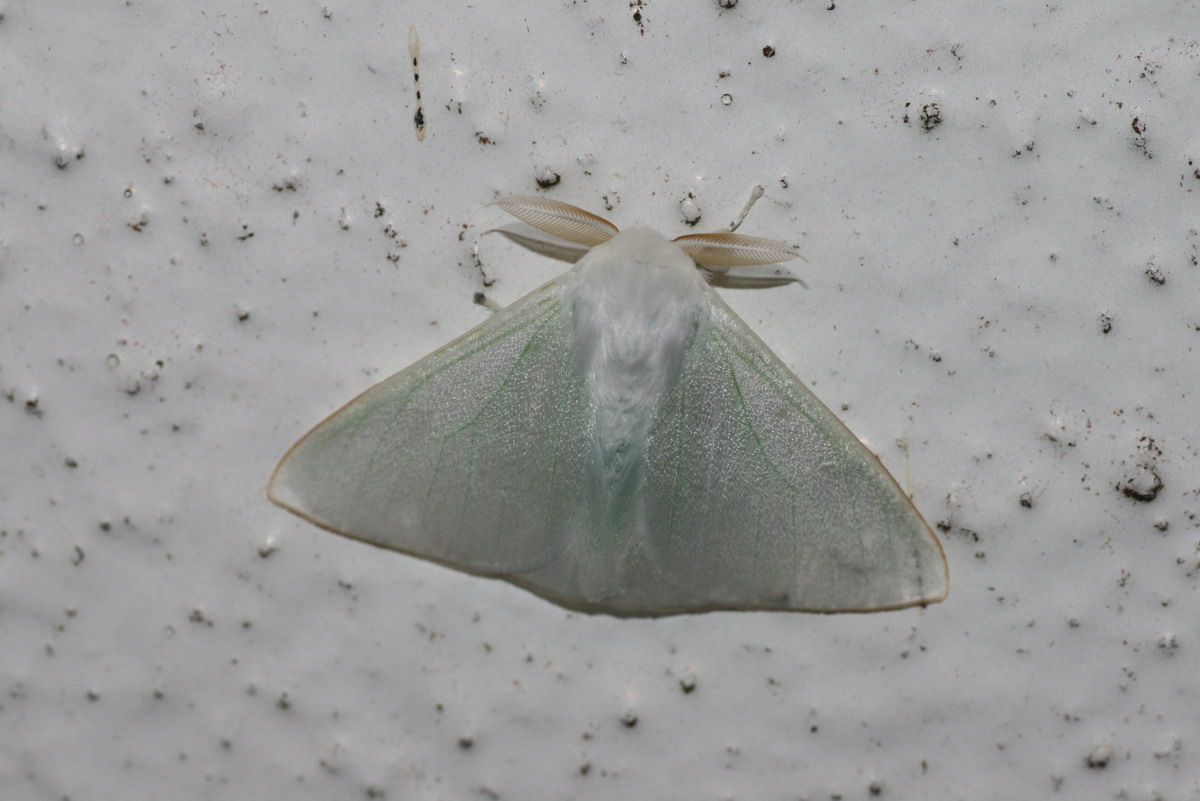
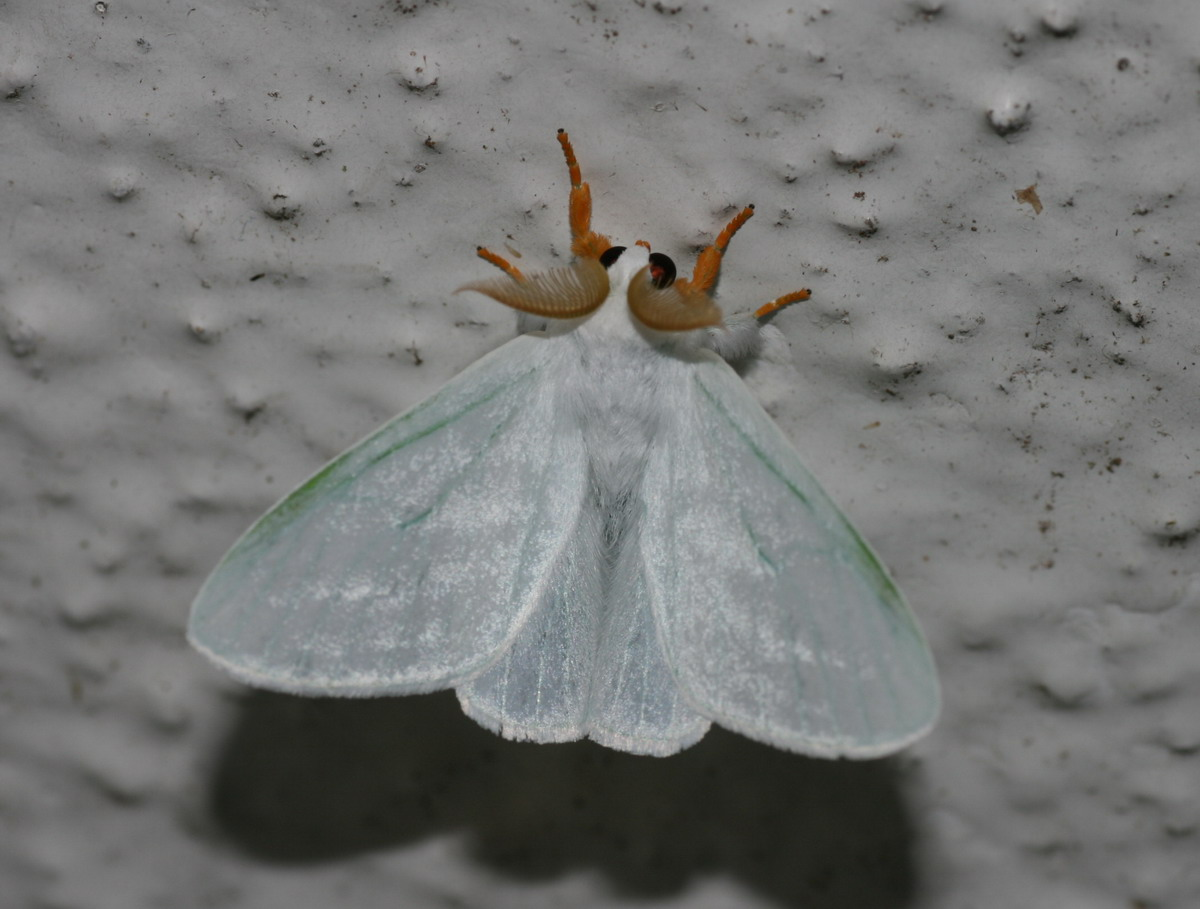